# SYM Maxsym
Il SYM Maxsym è uno scooter prodotto dalla casa motociclistica Taiwanese SYM dal 2011. 

## Il contesto
Il Maxsym è lo scooter di punta della casa taiwanese; lo sviluppo del progetto partì nel 2007 e lo stile venne affidato all’italiana Andreani Design. Nel 2009 venne presentato ad EICMA il primo prototipo statico. 
Successivamente venne svelato il modello definitivo all’Intermot di Colonia nell’ottobre 2010 nella cilindrata 600 cm³ mentre a novembre, ad EICMA, viene annunciata anche la variante 400.
La produzione e le vendite partono dai primi mesi del 2011, prima della variante 400.
Il modello da 600 cm³ sarà presentato nel fine 2011.
Il Maxsym ha ottenuto un buon successo commerciale soprattutto nella variante 400. Nel 2019 la casa presenta la seconda serie del modello che viene sdoppiata in due varianti: la base sempre con motorizzazione 400 e il top di gamma denominato Maxsym TL che monta un motore bicilindrico parallelo e un telaio specifico oltre ad avere dimensioni maggiori rispetto alla compatta 400. 

## Maxsym 400

### Prima serie (2011-2019)
In Europa viene importata inizialmente la variante 400. Il Maxsym presente un doppio faro anteriore lenticolare, con luci di posizione a Led, doppio fanale posteriore a led, strumentazione mista con computer di bordo LCD contenuta in quadranti cromati e sella con schienali posteriori sia per il passeggero che per il conducente. La lunghezza è di 2,270 metri mentre il passo è di 1,555 metri. L’impianto frenante utilizza una coppia di dischi anteriori da 275 mm e disco singolo posteriore da 275 mm. La frenata è di tipo combinata. Nel 2012 viene introdotto l'ABS di serie.
Il telaio è monoculla con una forcella a steli tradizionali davanti da 41 mm di diametro e un doppio ammortizzatore dietro. Le ruote sono da 15” all'anteriore e da 14” al posteriore. Il peso è di 234 kg.
Il motore della versione 400 è un monocilindrico quattro valvole raffreddato a liquido e quattro tempi da 399,3 cm³ che eroga di 34 CV a 7.000 giri e una coppia di 34 Nm a 6.500 giri.

### Seconda serie (dal 2020)

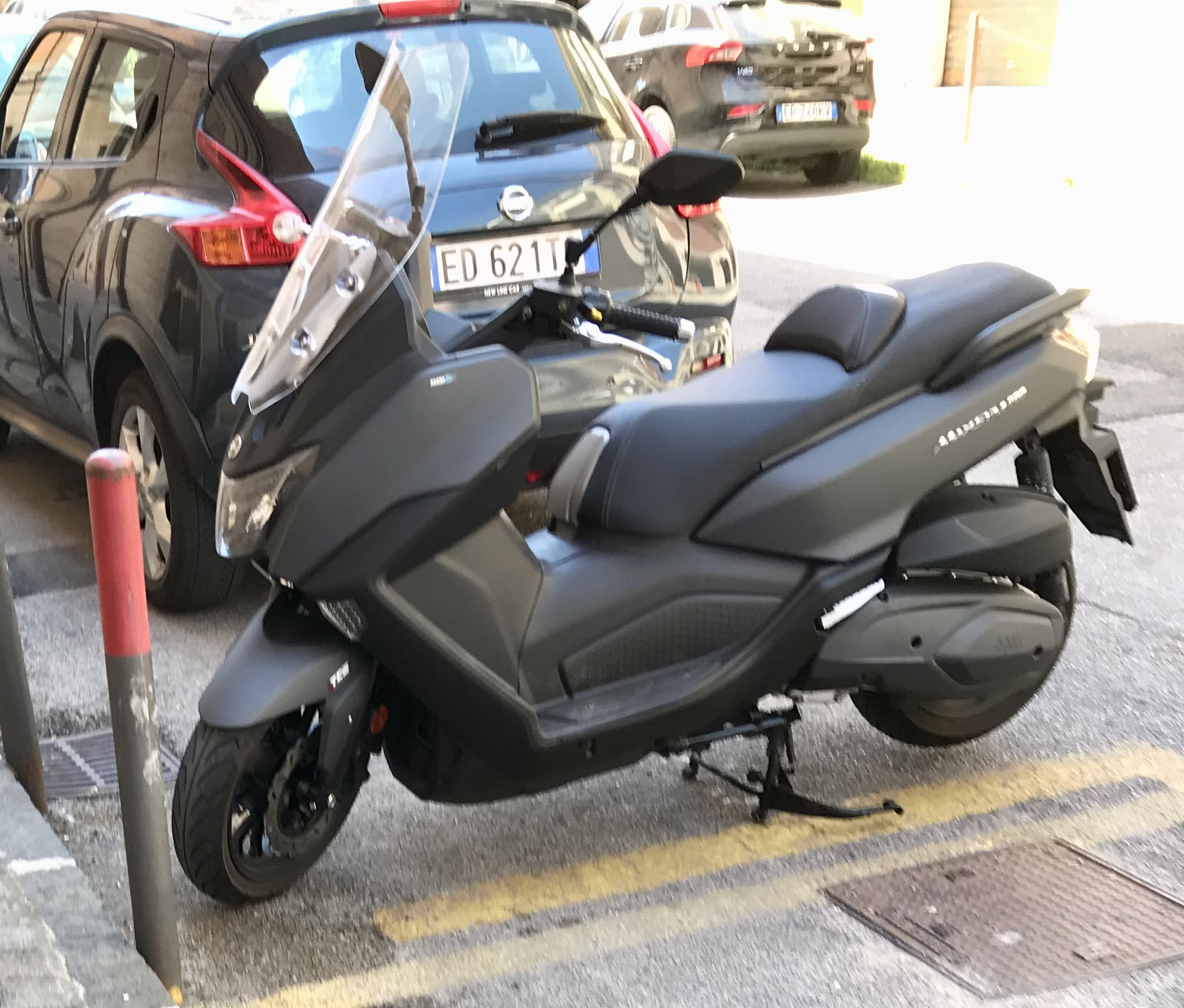
Maxsym 400 di seconda generazione

La seconda generazione del 400 viene presentata ad EICMA 2019 e posta in vendita nel 2020 ed è più leggera rispetto alla prima serie; cambia totalmente l’estetica ora più sportiva e ispirata nel design al Maxsym TL 500, presenta inoltre un ampio tunnel centrale e carrozzeria bicolore con elementi estremi dello scudo anteriore in grigio a contrasto. Il motore è il classico 399 cc che eroga 34 CV a 7000 giri/min e una coppia massima di 40 Nm (4 kgm) a 5500 giri/min, la lunghezza è di 2,232 m con passo di 1.555 mm. La sella è alta 750 mm e il peso viene ridotto a 219 kg.

## Maxsym 600 (2013-2020)
La versione 600 viene presentata ad EICMA 2013 e posta in vendita sul mercato europeo dal 2014.
Presenta un motore monocilindrico da 565 cm³ a iniezione elettronica, eroga 45 cavalli (33,4 kW) a 6.750 giri e una coppia di 50 Nm a 5.000. Il peso dichiarato è di 238 chili a secco. Il 600 ha l’ABS di serie. La ciclistica è la medesima del Maxsym 400 prima serie.
In Italia tale modello è stato venduto sono nel 2014 mentre nel resto dell’Europa fino al 2017.
Esce definitivamente di produzione nel 2020. Il suo erede è il Maxsym TL 500 più sportivo e con motore bicilindrico.

## Maxsym TL 500 (2019-2020)
Anticipato come prototipo ad EICMA 2015 il Maxsym TL 500 definitivo viene presentato nel 2018 ed entra in produzione nel 2019; si tratta di una nuova versione top di gamma che monta il nuovo motore "Twin Line" bicilindrico parallelo da 465 cm³ otto valvole e quattro tempi, raffreddato a liquido, da 39,5 CV a 7000 giri/min e una coppia massima di 41,2 Nm a 5000 giri/min. Tale unità viene montata in mezzo alla pedana e il peso viene ripartito al 50% tra anteriore e posteriore.
Lo scooter è dotato di frizione a bagno d'olio, contralbero di bilanciamento e trasmissione finale a catena. La forcella con steli di 41 mm è di tipo upside-down accoppiata a un mono ammortizzatore posteriore regolabile dotato di leveraggio progressivo a sei articolazioni che lo collega al telaio. 
L’impianto frenante è composto da doppio disco anteriore da 275 mm con pinze ad attacco radiale e disco singolo posteriore da 275 mm. Le ruote sono da 15 pollici con pneumatici da 120/70 e 160/60. Il serbatoio ha una capienza di 12,5 litri. Il vano sottosella può contenere un casco integrale e ha una capacità di 37 litri. 
Il TL 500 è lungo 2,215 m, ha una sella alta 795 mm e un peso a secco di 223 kg.
Il TL 500 ha sostituito il vecchio 600 monocilindrico. 

## Maxsym TL 508 (dal 2021)
Successore del TL 500, la nuova versione viene presentata ad EICMA 2020 e viene posta in vendita nel 2021; adotta il nuovo motore da 508 cm³ bicilindrico omologato Euro 5, evoluzione del precedente 465 cm³. 
La nuova unità eroga 45,5 cavalli e una coppia di 50 Nm a 5.250 giri/min. Esteticamente è uguale al precedente modello, la dotazione di serie viene aggiornata con la nuova presa USB 3.0 e avviamento keyless.